# قشلاق بلازير
قشلاق بلازير هي قرية في مقاطعة نمين، إيران. عدد سكان هذه القرية هو 24 في سنة 2006.